# Butterfly Conservation
Butterfly Conservation (BC) è un'organizzazione ambientalista senza scopo di lucro  del Regno Unito e un'organizzazione benefica dedicata alla conservazione di farfalle, falene e dell'ambiente.
L'ente benefico utilizza la sua ricerca per fornire consigli su come conservare e ripristinare gli habitat di farfalle e falene e gestisce progetti per proteggere più di 100 specie minacciate di lepidotteri .
Butterfly Conservation è anche coinvolta nella conservazione di centinaia di siti e riserve per farfalle e falene in tutto il Regno Unito.
Ha più di 40.000 membri e 31 filiali guidate da volontari in tutto il Regno Unito, oltre all' European Butterflies Group. La sede centrale dell'organizzazione si trova a East Lulworth, Dorset, con ulteriori uffici in Scozia, Galles e Irlanda del Nord.

## Storia
L'organizzazione è stata originariamente costituita nel 1968 come "British Butterfly Conservation Society" da un piccolo gruppo di naturalisti ed è stata registrata come ente di beneficenza il 7 marzo 1968.
Oggi Butterfly Conservation è una società a responsabilità limitata, registrata in Inghilterra (2206468) con sede legale in Manor Yard, East Lulworth, Wareham, Dorset, BH20 5QP.
Butterfly Conservation gestisce tre dei più grandi schemi di registrazione di farfalle e falene al mondo, che insieme hanno raccolto oltre 60 milioni di record.
Ciò include il più grande sondaggio sulle farfalle al mondo, il "Big Butterfly Count", lanciato nel 2010. L'indagine basata sulla scienza dei cittadini incoraggia le persone a individuare e registrare farfalle comuni e falene che volano per soli due giorni durante tre settimane di piena estate.
L'ente benefico gestisce anche una serie di programmi e attività di conservazione incentrate esclusivamente sulla conservazione delle falene in cui le persone possono essere coinvolte.
Butterfly Conservation produce ogni anno tre edizioni della sua rivista di appartenenza Butterfly. La rivista è distribuita a membri, istituzioni, organismi di conservazione e altri interessati o coinvolti nella conservazione delle farfalle, delle falene e della fauna selvatica correlata. La pubblicazione ha un numero stimato di 60.000 lettori.
BC ha celebrato il suo 50º anniversario nel 2018. Sir David Attenborough è diventato presidente della società nel 1998.

## Funzione dell'organizzazione
Tenuto conto che due terzi delle specie di farfalle e falene sono in declino, Butterfly Conservation mira a conservare, ripristinare e migliorarne il loro habitat fornendo consulenza a proprietari terrieri e gestori. Il personale e i volontari di BC lavorano per raccogliere dati approfonditi su farfalle e falene e condurre ricerche per fornire le prove scientifiche a sostegno del lavoro svolto dall'ente.
Butterfly Conservation ha un record consolidato di inversione del declino e gestisce programmi per oltre 100 specie minacciate di farfalle e falene.

## Filiali nel Regno Unito
- Bedfordshire and Northants Branch
- Cambridgeshire and Essex Branch
- Cheshire and Wirral Branch
- Cornwall Branch
- Cumbria Branch
- Devon Branch
- Dorset Branch
- East Midlands Branch
- East Scotland Branch
- Glasgow and South West Scotland Branch

- Gloucestershire Branch
- Hampshire & Isle of Wight Branch
- Hertfordshire and Middlesex Branch
- Highlands and Islands Branch
- Kent and South East London Branch
- Lancashire Branch
- Lincolnshire Branch
- Northern Ireland Branch
- Norfolk Branch
- North East England Branch

- North Wales Branch
- South Wales Branch
- Somerset and Bristol Branch
- Suffolk Branch
- Surrey and South West London Branch
- Sussex Branch
- Upper Thames Branch
- Warwickshire Branch
- West Midlands Branch Archiviato il 21 aprile 2021 in Internet Archive.
- Wiltshire Branch
- Yorkshire Branch

## Riserve
Butterfly Conservation gestisce oltre 30 riserve naturali.

### Inghilterra
- Alners Gorse, Dorset
- Bentley Station Meadow, Hampshire
- Broadcroft Quarry, Portland, Dorset
- Catfield Fen, Norfolk
- Ewyas Harold Meadows, Herefordshire
- Grafton Wood, Worcestershire
- Haddon Moor, Somerset
- Holtspur Bottom, Buckinghamshire
- Lankham Bottom, Dorset
- Little Breach, Devon

- Lydford Old Railway, Devon
- Magdalen Hill Down, Hampshire
- Millhoppers Pasture, Hertfordshire
- Monkwood, Worcestershire
- Mount Fancy Farm, Somerset
- Oaken Wood, Surrey
- Park Corner Heath, East Sussex
- Prees Heath Common Reserve, Shropshire
- Prestbury Hill, Gloucestershire
- Rough Bank, Gloucestershire

- Rowland Wood, East Sussex
- Ryton Wood Meadows, Warwickshire
- Shipley Railway Station Meadow, West Yorkshire
- Snakeholme Pit, Lincolnshire
- Southrey Wood, Lincolnshire
- Stoke Camp, Somerset
- Trench Wood, Worcestershire
- Westbury Beacon, Somerset
- Yew Hill, Hampshire

### Scozia
- Allt Mhuic, Loch Arkaig
- Mabie Forest, Dumfries and Galloway
- Wester Moss, Stirling

### Galles
- Caeau Ffos Fach, Cross Hands
- Eyarth Rocks, Ruthin, Denbighshire